# Rita Irasema
Rita Irasema Aragón Álvarez (La Habana, Cuba, 7 de enero de 1954) es una artista de variedades, cantante, compositora, guionista y presentadora de televisión española. Es hija de Emilio Aragón Bermúdez, conocido como "Miliki" en su carrera como payaso, hermana del presentador y empresario Emilio Aragón Álvarez, sobrina de los payasos Fofó y Gaby y prima de Fofito; por lo tanto, pertenece a la famosa dinastía circense española, la Familia Aragón.

## Biografía
Su padrino de bautismo fue su tío Gaby. El estaba platónicamente enamorado de la actriz Irasema Dilián. Por este motivo, su segundo nombre es Irasema. Rita es por su madre.
Debutó en directo en televisión a los 4 años de edad interpretando La vida en rosa en la concertina. En 1965 Rita Irasema colabora con su hermana Pilar y sus primas (hijas de Gaby) Maribel y Mari Carmen en el disco El show de las 5 de Gaby Fofó y Miliki, dos años más tarde estrenan Gaby, Fofó y Miliki un programa en Venezuela que se titula Show de las 5 en que Rita y las tres niñas colaboran, se hacen tan famosas que las niñas del país imitan sus cortes de pelo, pero al final deciden no sacarlas más porque su físico parece que distrae demasiado.
Residió con su familia en San Juan (Puerto Rico) (donde recibió su primera comunión) y en Chicago.
De regreso a España, termina su carrera de Música en el Real Conservatorio Superior de Música de Madrid con Premio Fin de Carrera en Armonía y Mención de Honor en piano. Cursa también estudios de canto lírico con Inés Rivadeneira. Presenta para TVE el miniespacio Amigos y canciones del mundo dentro del programa infantil Hoy también es fiesta (1973-1974).
En 1973 apareció en el programa Las aventuras de Gaby, Fofó y Miliki en el episodio Los fotógrafos al lado de su hermano Emilio, sus primos Rody y Fofito, sus tíos Gaby y Fofó y su padre Miliki.
Debuta en teatro en 1976 de la mano de Manolo Collado en Godspell, junto a sus hermanos Emilio, Pilar y Amparo. Escribe y estrena la comedia musical Pepín en el viaje a los planetas dirigida por Emilio Aragón en el Teatro Alcalá. Gana el Premio Daniel Montorio por la mejor música de Teatro del Año, por la comedia musical Las cuatro cartas, estrenada en el Teatro Infanta Isabel.
En 1981 publicó con éxito un LP: Lanza perfume. Tres años después vuelve a televisión para ponerse al frente del concurso infantil Leo contra todos.
En la segunda mitad de los años ochenta, se unió artísticamente a su padre, y juntos grabaron varios discos para el público infantil y montaron diversos espectáculos teatrales entre ellos: La vuelta al mundo en 30 minutos, El fantasma de la sopera y El flautista de Hamelin. 
Rita escribió los espectáculos musicales No sé atar mis zapatos y Estás contento, sí señor presentándolos en los festivales de música teatrales del país. Termina su trayectoria en teatro con Uno y una son tres, espectáculo musical que presentó con su padre, junto a Manuel Feijóo, hijo de Rita.
Con la llegada de las televisiones privadas, fue contratada junto a su padre Miliki primero por Antena 3, donde presentaron La merienda (1990-1991) y La guardería (1990-1991), más adelante por Telecinco, con Superguay (1991-1993) y finalmente por Televisión española, con El gran circo de TVE entre 1993 y 1995. 
El año siguiente, siempre junto a su padre, ponen en marcha el espectáculo teatral El circo del arte, iniciativa de su hermano Emilio Aragón y su padre para rehabilitar el espectáculo circense. El espectáculo se mantiene hasta 1999.
En cuanto a su faceta de compositora y letrista figuran los tres álbumes que grabó el grupo infantil Monano y Su Banda y los 5 álbumes que grabó con su padre.
Ha compuesto para otros artistas y también ha interpretado cabeceras de televisión como Noeli, Sin ir más lejos, La guardería, Amigos y canciones del mundo, El circo de televisión, Superguay, Tompy, el conejito de trapo, anuncios de radio, etc. Y como aficionada a la orquestación, compuso toda la música incidental de sus programas de televisión. Asimismo y a modo de curiosidad, Rita comentó en el programa “La Guardería” que también había compuesto la sintonía de la serie de animación La Aldea del Arce (“Aunque ponga Emilio Aragón”, dijo).
En 2003 grabó un disco para el público adulto: Cómo hemos cambiado, en el que versiona temas de Joaquín Sabina, Santiago Auserón, Manolo Tena o Antonio Vega a ritmo de bolero.

## Vida personal
Rita Irasema es hija del payaso Emilio Aragón "Miliki" y de la cubana Rita Violeta Álvarez Fernández. Rita tiene tres hermanos María Pilar que es una empresaria y trabajadora en Globomedia, el actor y músico Emilio Aragón y María Amparo una escenógrafa del concurso El gran juego de la oca y la serie Médico de Familia. Está casada con Manuel Feijóo, empresario del circo Price y es madre del actor y guionista Manuel Feijóo, de los cantantes Néstor Feijóo y Emilio Feijóo. En los últimos años reveló que, después de siete años de desierto espiritual, se re-convirtió al catolicismo y vive volcada en su escuela de música, su familia y Dios. Es apóstol de la Divina Misericordia y de la Virgen de Medjugorje.

## Televisión
| Año               | Título                                                                | Canal                                      | Notas                                                                    |
| ----------------- | --------------------------------------------------------------------- | ------------------------------------------ | ------------------------------------------------------------------------ |
| 1958              | El Show de Gaby Fofó y Miliki                                         | CMQ Televisión                             |                                                                          |
| 1965-1968         | El show de las cinco                                                  | Canal 2 (Puerto Rico), Canal 8 (Venezuela) |                                                                          |
| 1971-1972         | El show de Gaby Fofó y Miliki                                         | Canal 13 (Argentina)                       |                                                                          |
| 1973              | Las aventuras de Gaby, Fofó y Miliki                                  | TVE                                        | Aparición en la aventura "Los fotógrafos". Programa: 26 de julio de 1973 |
| 1973-1974         | Hoy también es fiesta                                                 | TVE                                        |                                                                          |
| 1979              | El gran circo de TVE                                                  | TVE                                        | Programa: 27 de diciembre de 1979                                        |
| 1981              | El gran circo de TVE Especial Navidad                                 | TVE                                        | Programa: 25 de diciembre de 1981                                        |
| 1981              | 300 millones                                                          | TVE                                        | Programa: 29 de diciembre de 1981                                        |
| 1981              | Esta noche                                                            | TVE                                        | Programa: 12 de noviembre de 1981                                        |
| 1983              | El loco mundo de Los Payasos                                          | TVE                                        | Programa: 3 de septiembre de 1983                                        |
| 1983-1984         | Leo contra todos                                                      | TVE                                        |                                                                          |
| 1986              | Si lo sé no vengo Especial Navidad con Miliki y Rita Irasema          | TVE                                        | Invitado junto a Miliki                                                  |
| 1987              | Cabalgata de los Reyes Magos 1987 (con los Electroduendes)            | TVE-1                                      | Junto con Miliki                                                         |
| 1987              | Un, dos, tres... responda otra vez                                    | TVE-1                                      | Programa: "Navidad 1987"                                                 |
| 1990-1991         | La merienda                                                           | Antena 3                                   |                                                                          |
| 1990-1991         | La guardería                                                          | Antena 3                                   |                                                                          |
| 1991-1993         | Superguay                                                             | Telecinco                                  |                                                                          |
| 1991              | VIP noche                                                             | Telecinco                                  | Invitada                                                                 |
| 1993              | TP de Oro 1992                                                        | TVE-1                                      |                                                                          |
| 1993-1995         | El gran circo de Televisión Española                                  | TVE-1                                      |                                                                          |
| 1993              | Comienza la temporada (Presentación de la temporada 1993/1994 de TVE) | TVE-1                                      | Invitado junto a Miliki                                                  |
| 1994, 1995 y 1999 | Telepasión española                                                   | TVE-1                                      |                                                                          |
| 1994              | ¿Qué apostamos?                                                       | TVE-1                                      | Programa: 24 de junio de 1994                                            |
| 1995              | Un paseo por el tiempo                                                | TVE-1                                      | Mensaje junto a la Familia Aragón                                        |
| 1996              | Médico de familia                                                     | Telecinco                                  | Temporada 2, episodio 5: "Cuando el circo llega al barrio"               |
| 1996              | Pasa la vida                                                          | TVE-1                                      | Mensaje                                                                  |
| 1999-2002         | Trilocos                                                              | La 2                                       |                                                                          |
| 1999              | Compañeros                                                            | Antena 3                                   | Episodio: "Se el de antes"                                               |
| 1999              | Cine de barrio                                                        | TVE-1                                      | Programa: 4 de diciembre de 1999                                         |
| 1999              | Gala Unicef, A mis niños de 30 años                                   | TVE-1                                      |                                                                          |
| 2001              | Gala Unicef, Navidades animadas                                       | TVE-1                                      |                                                                          |

## Discografía
- Gaby, Fofó y Miliki y familia en el Show de las 5 (1965)
- La familia unida (1976)
- Lanza perfume (1981)
- Lanza perfume / Impresiones (single) (1981)
- La vuelta al mundo en 30 minutos (1986)
- Super disco fiesta / mundo de papel (single) (1987)
- La fiesta (1987)
- El cocodrilo dormidito / Vaya caras, vaya jetas (single) (1987)
- El flautista de Hamelín (1988)
- El flautista de Hamelín (single) (1988)
- La orquesta eres tú / En la escuela (single) (1988)
- Vamos a marcarnos una canción (1991)
- Navidad / Este coche está gafao (single) (1991)
- No sé atar mis zapatos / Mi abuela (single) (1991)
- Superdiscoguay (1992)
- ¿Estas contento? ¡Si señor! (1994)
- Miliki y Rita Irasema (1994)
- Miliki y Rita Irasema y Los payasos de la Tele (1995)
- A mis niños de 30 años (1999)
- El desván mágico de Miliki (2003)
- Cómo hemos cambiado (boleros del siglo XXI) (2003)[14]

## Filmografía
- 2002: Miliki presenta... Había Una Vez. (voz)
- 2003: El desván mágico de Miliki.

## Espectáculos
- Pepín en el viaje a los planetas (1984)[15][16]
- La vuelta al mundo en 80 minutos (1986)
- El flautista de Hamelín (1987)
- Pon la cara feliz (1989)
- Una sonrisa y una flor (1991)
- Mimus (1996)
- Máscaras (1997)
- Sueños en la pista (1998)